# Richard Bakalyan
Richard Bakalyan (Watertown, 29 gennaio 1931 – Elmira, 27 febbraio 2015) è stato un attore statunitense.
Nel 1952 ha sposato Betty Lee Bauman, con cui è rimasto fino alla morte di lei avvenuta nel 1967.
È morto nel febbraio del 2015 a 84 anni per un'emorragia cerebrale.

## Filmografia parziale

### Cinema
- Attila,  regia di Pietro Francisci (1954)
- The Delinquents, regia di Robert Altman (1957)
- Il delinquente delicato (The Delicate Delinquent), regia di Don McGuire (1957)
- Dino, regia di Thomas Carr (1957)
- I fratelli Rico (The Brothers Rico), regia di Phil Karlson (1957)
- Accidenti che schianto (Hear Me Good), regia di Don McGuire (1957)
- The Cool and the Crazy, regia di William Witney (1957)
- Giovani gangsters (Juvenile Jungle), regia di William Witney (1958)
- Femmina e mitra (The Bonnie Parker Story), regia di William Witney (1958)
- Giovani delinquenti (Hot Car Girl), regia di Bernard L. Kowalski (1958)
- Paracadutisti d'assalto (Paratroop Command), regia di William Witney (1959)
- Quota periscopio (Up Periscope), regia di Gordon Douglas (1959)
- Il mattatore di Hollywood (The Errand Boy), regia di Jerry Lewis (1961)
- Il giorno dopo la fine del mondo (Panic in Year Zero!), regia di Ray Milland (1962)
- La scuola dell'odio (Pressure Point), regia di Hubert Cornfield (1962)
- I commandos dei mari del sud (Operation Bikini), regia di Anthony Karras (1963)
- I 4 di Chicago (Robin and the 7 Hoods), regia di Gordon Douglas (1964)
- La tua pelle o la mia (None But the Brave), regia di Frank Sinatra (1965)
- La più grande storia mai raccontata (The Greatest Story Ever Told), regia di George Stevens (1965)
- Il colonnello Von Ryan (Von Ryan's Express), regia di Mark Robson (1965)
- I ragazzi di Camp Siddons (Follow Me, Boys!), regia di Norman Tokar (1966)
- Il massacro del giorno di San Valentino (The St. Valentine's Day Massacre), regia di Roger Corman (1967)
- L'incredibile furto di Mr. Girasole (Never a Dull Moment), regia di Jerry Paris (1968)
- Il computer con le scarpe da tennis (The Computer Wore Tennis Shoes), regia di Robert Butler (1969)
- Spruzza, sparisci e spara (Now You See Him, Now You Don't), regia di Robert Butler (1972)
- Charley e l'angelo (Charley and the Angel), regia di Vincent McEveety (1973)
- Chinatown, regia di Roman Polański (1974)
- L'uomo più forte del mondo (The Strongest Man in the World), regia di Vincent McEveety (1975)
- Quello strano cane... di papà (The Shaggy D.A.), regia di Robert Stevenson (1976)
- Ritorno dall'ignoto (Return from Witch Mountain), regia di John Hough (1978)
- H.O.T.S., regia di Gerald Seth Sindell (1979)
- Il detective con la faccia di Bogart (The Man with Bogart's Face), regia di Robert Day (1980)
- Red e Toby nemiciamici (The Fox and the Hound), regia di Art Stevens, Ted Berman e Richard Rich (1981) - voce
- Blame It on the Night, regia di Gene Taft (1984)
- Confessions of a Hitman, regia di Larry Leahy (1994)
- The Mask Maker, regia di Amy Waddell - cortometraggio (2000)
- Dischord, regia di Mark Wilkinson (2001)
- Art School Confidential - I segreti della scuola d'arte (Art School Confidential), regia di Terry Zwigoff (2006)

### Televisione
- Luke and the Tenderfoot – serie TV, 1 episodio (1955)
- Official Detective – serie TV, 1 episodio (1957)
- The Lineup – serie TV, 1 episodio (1957)
- Casey Jones – serie TV, 1 episodio (1957)
- The Walter Winchell File – serie TV, 2 episodi (1957-1958)
- Official Detective – serie TV, 1 episodio (1957)
- Mike Hammer – serie TV, 1 episodio (1958)
- Panico (Panic!) – serie TV, episodio 2x06 (1958)
- The Silent Service – serie TV, 2 episodi (1958)
- Bold Venture – serie TV, 1 episodio (1959)
- Bat Masterson – serie TV, 1 episodio (1959)
- The D.A.'s Man – serie TV, 1 episodio (1959)
- The Lawless Years – serie TV, 2 episodi (1959)
- U.S. Marshal – serie TV, 1 episodio (1959)
- Hotel de Paree – serie TV, 1 episodio (1959)
- The Deputy – serie TV, 1 episodio (1959)
- Peter Gunn – serie TV, episodio 2x08 (1959)
- Hennessey – serie TV, 1 episodio (1959)
- Tightrope – serie TV, 1 episodio (1959)
- Ricercato vivo o morto (Wanted: Dead or Alive) – serie TV, episodio 2x18 (1960)
- Johnny Ringo – serie TV, 1 episodio (1960)
- Mr. Lucky – serie TV, episodio 1x21 (1960)
- Lock-Up – serie TV, episodio 1x33 (1960)
- Dan Raven – serie TV, 1 episodio (1960)
- The Tall Man – serie TV, 1 episodio (1960)
- June Allyson Show (The DuPont Show with June Allyson) – serie TV, episodio 2x14 (1961)
- Scacco matto (Checkmate) – serie TV, episodio 1x15 (1961)
- The Rebel – serie TV, 3 episodi (1959-1961)
- The Many Loved of Dobie Gillis – serie TV, 2 episodi (1961)
- Miami Undercover – serie TV, 1 episodio (1961)
- Holiday Lodge – serie TV, 1 episodio (1961)
- Lawman – serie TV, 1 episodio (1961)
- The New Breed – serie TV, episodio 1x16 (1962)
- Il dottor Kildare (Dr. Kildare) – serie TV, 1 episodio (1962)
- The Dick Powell Show – serie TV, 2 episodi (1962)
- Hawaiian Eye – serie TV, episodio 4x19 (1963)
- Laramie – serie TV, 1 episodio (1963)
- Gli intoccabili (The Untouchables) – serie TV, 6 episodi (1960-1963)
- Carovane verso il West (Wagon Train) – serie TV, 1 episodio (1963)
- Channing – serie TV, 1 episodio (1964)
- Polvere di stelle (Bob Hope Presents the Chrysler Theatre) – serie TV, 1 episodio (1964)
- Ben Casey – serie TV, episodio 3x32 (1964)
- Wendy and Me – serie TV, 1 episodio (1965)
- No Time for Sergeants – serie TV, 1 episodio (1965)
- Branded – serie TV, episodio 2x08 (1965)
- Mister Roberts – serie TV, 1 episodio (1966)
- Combat! – serie TV, 2 episodi (1962-1966)
- The Monroes – serie TV, 1 episodio (1966)
- The Tammy Grimes Show – serie TV, 1 episodio (1966)
- Agenzia U.N.C.L.E. (The Girl from U.N.C.L.E.) – serie TV, episodio 1x25 (1967)
- Hondo – serie TV, episodio 1x09 (1967)
- Cimarron Strip – serie TV, episodio 1x12 (1967)
- Garrison Commando – serie TV, 1 episodio (1968)
- Batman – serie TV, 6 episodi (1966-1968)
- Mod Squad, i ragazzi di Greer (The Mod Squad) – serie TV, 1 episodio (1968)
- Squadra speciale anticrimine (The Felony Squad) – serie TV, episodio 3x11 (1968)
- Gunsmoke – serie TV, 2 episodi (1966-1969)
- La famiglia Partridge (The Partridge Family) – serie TV, 1 episodio (1970)
- Love American Style – serie TV, 1 episodio (1971)
- Mannix – serie TV, 3 episodi (1967-1972)
- The Bobby Darin Show – serie TV, 1 episodio (1973)
- Chase – serie TV, 1 episodio (1974)
- Il cacciatore (The Manhunter) – serie TV, 1 episodio (1974)
- Kolchak: The Night Stalker – serie TV, 1 episodio (1975)
- Kojak – serie TV, episodio 3x04 (1975)
- Cannon – serie TV, 2 episodi (1974-1975)
- Ellery Queen – serie TV, episodio 1x13 (1976)
- Viva Valdez – serie TV, 1 episodio (1976)
- Monster Squad – serie TV, 1 episodio (1976)
- Switch – serie TV, 1 episodio (1976)
- Le strade di San Francisco (The Streets of San Francisco) – serie TV, 1 episodio (1977)
- Vega$ – serie TV, 5 episodi (1978-1981)
- Charlie's Angels – serie TV, 3 episodi (1978-1981)
- Fantasilandia (Fantasy Island) – serie TV, 1 episodio (1981)
- New York New York (Cagney & Lacey) – serie TV, 1 episodio (1983)
- Shooting Stars – film TV (1983)
- Professione pericolo (The Fall Guy) – serie TV, 2 episodi (1981-1984)
- Matt Houston – serie TV, 1 episodio (1984)
- Hill Street giorno e notte (Hill Street Blues) – serie TV, 1 episodio (1984)
- Cuore di campione (Heart of a Champion: The Ray Mancini Story), regia di Richard Michaels – film TV (1985)
- Hardcastle e McCormick (Hardcastle and McCormick) – serie TV, 1 episodio (1986)
- Top Secret (Scarecrow and Mrs. King) – serie TV, 1 episodio (1987)
- Troppo forte! (Sledge Hammer!) – serie TV, 1 episodio (1987)
- Hunter – serie TV, 3 episodi (1987-1988)
- Matlock – serie TV, 2 episodi (1987-1990)
- Hudson Street – serie TV, 1 episodio (1995)
- Baywatch Nights – serie TV, 2 episodi (1995-1996)
- JAG - Avvocati in divisa (JAG) – serie TV, 1 episodio (1998)
- Millennium – serie TV, 1 episodio (1998)
- Las Vegas – serie TV, 1 episodio (2004)
- Cold Case - Delitti irrisolti (Cold Case) – serie TV, 1 episodio (2004)
- My Name Is Earl – serie TV, 1 episodio (2008)

## Doppiatori italiani
Nelle versioni in italiano delle opere in cui ha recitato, Richard Bakalyan è stato doppiato da:
- Manlio De Angelis in La più grande storia mai raccontata
- Oreste Lionello in Il colonnello Von Ryan
- Ferruccio Amendola in L'incredibile furto di Mr. Girasole
- Gianfranco Bellini in Spruzza, sparisci e Spara
- Claudio Fattoretto in Charley e l'angelo
- Gigi Angelillo in L'uomo più forte del mondo
- Antonio Colonnello in Ellery Queen
- Daniele Tedeschi in Charlie's Angels (ep. 3x12)
- Piero Tiberi in Charlie's Angels (ep. 4x03)
- Gianni Marzocchi in Charlie's Angels (ep. 5x15)
- Silvano Tranquilli in Batman
- Carlo Sabatini in Millenium
- Bruno Alessandro in Cold Case - Delitti irrisolti

Da doppiatore è sostituito da:
- Claudio Sorrentino in Red e Toby nemiciamici